# Майами-Гарденс
Майами-Гарденс (англ. Miami Gardens) — город, расположенный в округе Майами-Дейд (штат Флорида, США) с населением 107 167 человек по статистическим данным переписи 2010 года.

## География
По данным Бюро переписи населения США Майами-Гарденс имеет общую площадь в 49,258 квадратных километров, из которых 47,218 кв. километров занимает земля и 2,04 кв. километров — вода. Площадь водных ресурсов составляет 4,14 % от всей его площади.
Город Майами-Гарденс расположен на высоте 2 метра над уровнем моря.

## История
13 мая 2003 года поселение было инкорпорировано и включено в реестр штата Флорида, благодаря чему некорпоративное сообщество Майами-Гарденс официально получило статус города.
В 2020 году город был награждён премией «All-America City Award» (с англ. — «Всеамериканский город») присуждаемой Национальной гражданской лигой, которую неофициально называют «Нобелевской премией за конструктивное гражданство» и которая выдается за активную гражданскую позицию жителей некорпоративных сообществ Соединённых Штатов в жизни местного самоуправления.

## Демография
По данным переписи населения 2010 года в Майами-Гарденс проживало 107 167 человек. Средняя плотность населения составляла около 2269,6 человек на один квадратный километр.
Расовый состав города по данным переписи распределился следующим образом: 19 625 (18,3 %) — белых, 81 776 (76,3 %) — чёрных или афроамериканцев, 643 (0,6 %) — азиатов, 264 (0,2 %) — коренных американцев, 30 — выходцев с тихоокеанских островов, 2421 (2,3 %) — других народностей, 2408 (2,2 %) — представителей смешанных рас. Испаноязычные или латиноамериканцы составили 22 % от всех жителей (23 606 человек).
Население по возрастному диапазону по данным переписи распределилось следующим образом: 28 844 человек (26,9 %) — жители младше 18 лет, 12 706 человек (11,9 %) — от 18 до 24 лет, 13 951 человек (13 %) — от 25 до 34 лет, 21 010 человек (19,6 %) — от 35 до 49 лет, 18 678 человек (17,4 %) — от 50 до 64 лет и 11 978 человек (11,2 %) — в возрасте 65 лет и старше. Средний возраст жителей составил 33,5 года. Женщины составили 53,2 % (57 046 человек) от всей численности города, мужчины 46,8 % (50 121 человек).